# Tiêu Sơn, Hàng Châu
Tiêu Sơn (chữ Hán phồn thể:蕭山區, chữ Hán giản thể: 萧山区, âm Hán Việt: Tiêu Sơn khu) là một quận thuộc địa cấp thị Hàng Châu, tỉnh Chiết Giang, Cộng hòa Nhân dân Trung Hoa. Quận Tiêu Sơn nằm bên sông Tiền Đường, có diện tích 1420 km², dân số 1.150.000 người. Chính quyền nhân dân quận Tiêu Sơn đóng tại số 685, đường Kim Thành, nhai đạo Thành Sương. Mã số bưu chính của quận này là 311200. Về mặt hành chính, quận Tiêu Sơn được chia thành 4 nhai đạo, 22 trấn. Các đơn vị này lại được chia thành 60 xã khu, 31 khu dân tộc, 739 thôn hành chính.
- Nhai đạo biện sự xứ: Thành Sương, Bắc Cán, Thục Sơn, Tân Đường.
- Trấn: Lâu Tháp, Hà Thượng, Đái Thôn, Nghĩa Kiều, Sở Tiền, Phổ Dương, Tiến Hóa, Lâm Phổ, Tân Nhai, Ninh Vây,Văn Yển, Nha Tiền, Qua Lịch, Đảng Sơn, Khảm Sơn, Ích Nông, Đảng Loan, Tân Loan, Nghĩa Liên, Tĩnh Giang, Nam Dương, Hà Trang.